# كيم كلايسترز

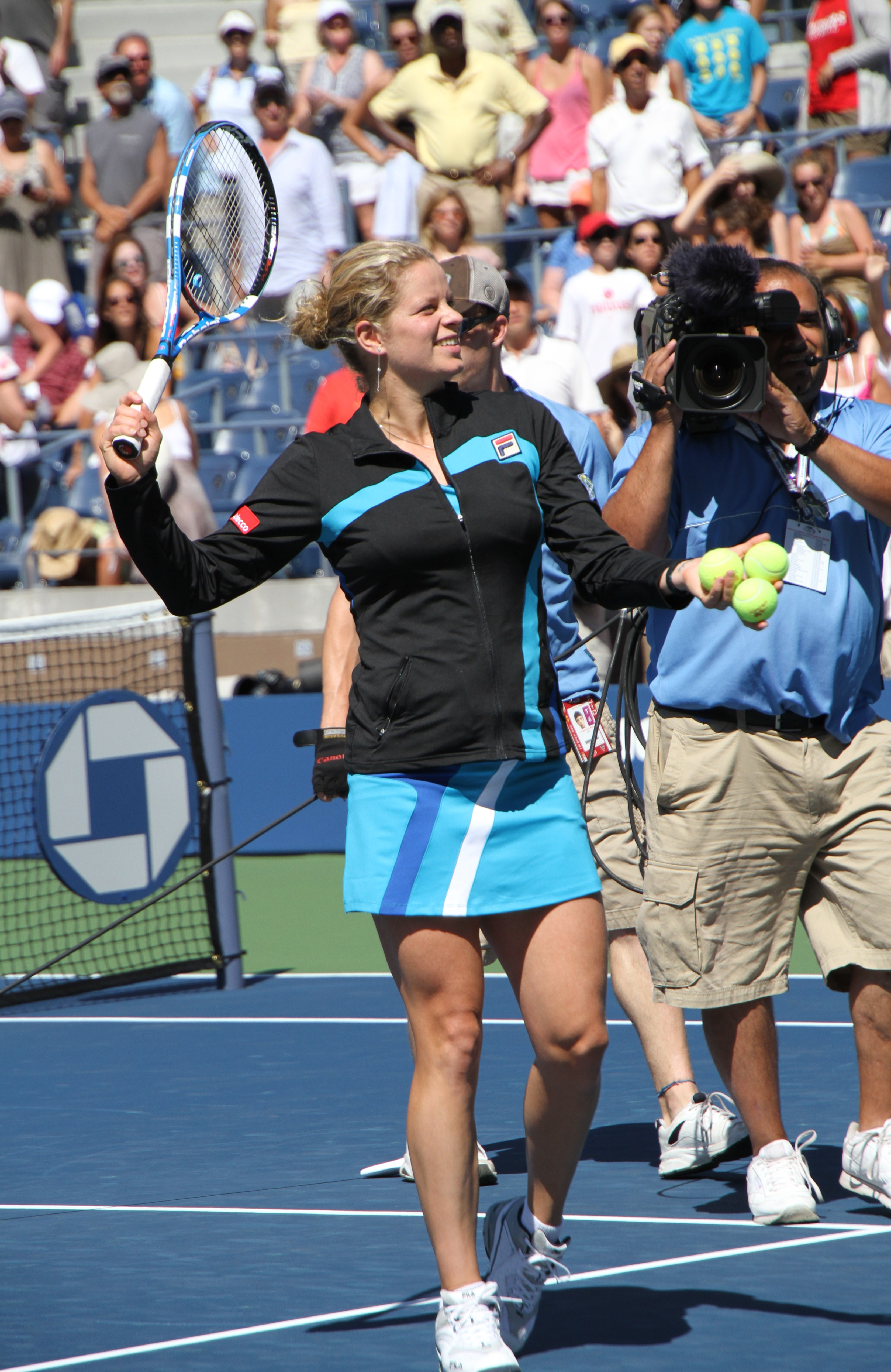
كيم كلايسترز

كيم ليو كلايسترز هي لاعبة كرة مضرب بلجيكية ولدت يوم 8 يونيو 1983, احترفت التنس سنة 1999 أصبحت مصنفة أولى عالميا في 11 أغسطس 2003 لمدة 20 إسبوعاً, وقد فازت البطلة الكبيرة الملقبة بماما كيم ببطولة أمريكا المفتوحة للتنس ثلاث مرات وذلك سنة 2005و 2009و 2010 وفازت أيضاً ببطولة أستراليا المفتوحة لعام 2011 عندما تغلبت على اللاعبة الصينية لينا في المباراة النهائية، وقد حققت اللاعبة البلجيكية 41 لقباً في مسيرتها الاحترافية حتى هذه اللحظة.
الحياة الاجتماعية:-
كيم كلايسترز كانت مخطوبة للاعب التنس الأسترالي ليوت هويت ولكن تم الانفصال بعد حوالي ثلاثة أشهر من إعلان الخطبة، ثم بعد ذلك تزوجت اللاعبة البلجيكية من لاعب كرة السلة البلجيكي برايان لينش وأنجبا طفلة عام 2008 واسمها جايدا برايان لينش.

## روابط خارجية
- كيم كلايسترز على موقع رابطة محترفات التنس (الإنجليزية)
- كيم كلايسترز على موقع الاتحاد الدولي لكرة المضرب (الإنجليزية)
- كيم كلايسترز على موقع كأس بيلي جين كينغ (الإنجليزية)
- كيم كلايسترز على موقع قاعة مشاهير كرة المضرب الدولية (الإنجليزية)
- كيم كلايسترز على موقع بطولة ويمبلدون (الإنجليزية)
- كيم كلايسترز على موقع خلاصة التنس.كوم (الإنجليزية)
- كيم كلايسترز على موقع إي إس بي إن.كوم (الإنجليزية)
- كيم كلايسترز على موقع أوليمبيديا (الإنجليزية)

- كيم كلايسترز على موقع IMDb (الإنجليزية)
- كيم كلايسترز على موقع الموسوعة البريطانية (الإنجليزية)
- كيم كلايسترز على موقع إن إن دي بي (الإنجليزية)
- كيم كلايسترز على موقع قاعدة بيانات الفيلم (الإنجليزية)